# Персефорест
«Персефоре́ст» (фр. Perceforest) — французский прозаический рыцарский роман середины XIV века, соединяющий историю Александра Великого и мотивы артуровского цикла. Полное название — «Древние хроники Англии, события и деяния короля Персефореста и рыцарей Вольного Чертога».

## Содержание
Роман состоит из шести книг (531 главы). Будучи изданным целиком, он занял бы шесть или семь тысяч страниц. Во Франции и Швейцарии с конца 1970-х осуществляется критическое издание Жиля Руссино, к 2014 году издано шесть частей. В полном варианте роман существует лишь в рукописи, созданной в 1459—1460 для герцога Бургундии Филиппа III Доброго Давидом Обером. Ныне хранится в Библиотеке Арсенала в Париже (Ms. C 3483—3494). Частично был издан в Париже в 1528—1541.
В отличие от многих рыцарских романов Позднего средневековья, «Персефорест» являет собой не переложение более ранних стихотворных романов, а попытку освоить совершенно новый материал. Первая книга начинается с описания географии и легендарной истории острова Британии, начиная от времен Брута, в чём автор вдохновляется трудами Беды Достопочтенного, Васа и Гальфрида Монмутского. Александр Македонский прибывает на остров, чтобы поставить там нового короля — Персефореста, одного из своих сподвижников. Имя Персефорест означает «проходящий (проникающий) сквозь лес»; герой получил его, в одиночку пройдя через зачарованный лес и разрушив колдовские чары. Благодаря стараниям Александра и Персефореста Британия выбирается из первобытной дикости к свету куртуазной культуры. Для этой цели король создает орден Вольного Чертога, весьма напоминающий артуровский Круглый стол. Вторая и третья книги повествуют о подвигах двух поколений рыцарей Вольного Чертога.
В четвёртой книге на остров Британию вторгаются римляне Юлия Цезаря. В битве близ Вольного Чертога погибают все рыцари королевства, и захватчики уничтожают куртуазную цивилизацию. Персефореста Королева фей переносит на Живой Остров (Авалон). В пятой и шестой книгах выросшие дети погибших британских рыцарей пытаются восстановить свою цивилизацию и противостоять новому вторжению с континента. В шестой книге на остров прибывает Иосиф Аримафейский. В главах, повествующих об этом, немало отсылок к артуровским легендам и романам о Граале. Роман заканчивается принятием христианства сначала королём, а затем и населением острова. Конец последней книги посвящён прославлению Святого Грааля.
«Персефорест» содержит рассказы, которые стали источниками вдохновения для сочинителей волшебных сказок (как, например, история о Спящей Красавице).

## Издания
- La tres elegante, delicieuse, melliflue et tres plaisante histoire du tres noble victorieux et excellentissime roy Perceforest, 1. roy de la Grande-Bretagne fondateur du franc palais et du temple du souverain Dieu. — P.: Galliot du Pré, 1528; P.: Gilles de Gormont, 1531—1532. Tome I, Tome II, Tome III, Tome IV, Tome V
- Perceforest. Première partie. Édition critique par Gilles Roussineau. — P.: Droz, 2007, 2 tomes, 1480 p. — ISBN 978-2-600-01133-4